# Мухин, Николай Дмитриевич
Николай Дмитриевич Мухин (15 февраля 1907 год, деревня Арефино, Смоленская губерния — 3 марта 1996 год, Минск) — советский селекционер зерновых культур, заместитель директора Белорусского научно-исследовательского института земледелия, гор. Минск, Белорусская ССР. Герой Социалистического Труда (1973). Депутат Верховного Совета ССР.
Доктор сельскохозяйственных наук (1963). Заслуженный деятель науки Белорусской ССР (1967).

## Биография
Родился в 1907 году в крестьянской семье в деревне Арефино Смоленской губернии (сегодня — Починковский район). Организовал первую в деревне комсомольскую ячейку. С 1926 года работал разнорабочим на Смоленской железной дороге. С 1927 года — секретарь, председатель Янковского сельского совета Починсковского района. Занимался организацией колхозов в Починковском районе. С 1929 по 1931 года служил в Красной Армии. В 1930 году вступил в ВКП(б). В 1935 году окончил Белорусскую сельскохозяйственную академию.
С 1937 года — старший агроном Петровской МТС Карельской АССР и с 1938 года — научный сотрудник, заместитель директора Белорусской государственной селекционной станции. Участвовал в Великой Отечественной войне младшим авиатехником в составе аэродромно-технической роты 1-й воздушной армии.
В 1947 году демобилизовался и, возвратившись в Белоруссию, работал заведующим отделом зерновых культур (1956—1961), заместителем директора по научной работе и заведующим отделом селекции и первичного семеноводства озимых культур (1961—1962), заместителем директора по научной части (1962—1987) Белорусского научно-исследовательского института земледелия в городе Жодино.
Дважды избирался депутатом Верховного Совета Белорусской ССР (1967, 1975).
Указом Президиума Верховного Совета СССР от 12 декабря 1973 года за выдающиеся заслуги в развитии сельскохозяйственной науки, внедрение в производство её достижений удостоен звания Героя Социалистического Труда с вручением ордена Ленина и золотой медали «Серп и Молот».
В 1987 году вышел на пенсию. Проживал в Минске, где скончался в 1996 году.

## Вклад в науку
Был руководителем научной группы, создавшей сорта озимой ржи Дружба, Белорусская 23, Балта, Верасень, Орбита, Орион, Журавинка, Жодинская-2, озимой пшеницы Березина, Надея, ярового ячменя Белорусский 18, Сувенир, яровой пшеницы Белорусская 525, Минская, гречихи Искра, Юбилейная, красного клевера Заозёрский. Самым известным и распространённым сортом ржи стал тетраплоидный сорт Белта. Этим сортом было засеяно около 1 миллиона 200 тысяч посевных площадей в СССР. В Белоруссии этот сорт занимал около миллиона посевных площадей, что составляло около 90 % озимого клина. Урожайность сорта Белта достигала 60 центнеров с гектара. Этот сорт представлялся на Всесоюзной выставке ВДНХ в Москве.
Автор около двухсот научных работ, десяти монографий по селекции зерновых культур.
Под его руководством выполнены докторские и кандидатские диссертации.

## Основные сочинения
- Селекция пшеницы в Белоруссии: Автореферат дис. на соискание ученой степени доктора сельскохозяйственных наук / Белорус. науч.-исслед. ин-т земледелия. — Минск: [б. и.], 1962.
- Селекция и семеноводство зерновых культур в Белоруссии // Достижения отечественной селекции — М.: 1967.
- Азімае жыта. — Мн.: 1969.

## Награды
- Орден Ленина
- Орден Красной Звезды (08.06.1945)
- Орден Октябрьской Революции (14.02.1977)
- Орден Отечественной войны 2 степени (11.03.1985)
- Орден Трудового Красного Знамени — дважды
- Орден Дружбы народов
- Орден «Знак Почёта» — дважды
- Орден «Звезда дружбы народов» (ГДР)